# Lliga xilena de bàsquet
La lliga xilena de basquetbol, coneguda com a División Mayor del Básquetbol de Chile o DIMAYOR, és la màxima competició xilena de basquetbol. És organitzada per la Federación de Básquetbol de Chile.
Des de l'any 2006 la lliga és patrocinada per l'empresa de supermercats Líder per la qual cosa ha passat a denominar-se lliga DIMAYOR Líder.

## Història
La División Mayor del Básquetbol de Chile es creà el 9 de març de 1979 a Talca, a causa de la necessitat de crear una competició de major nivell a Xile que promogués l'interès pel joc de la cistella al país. Els equips que participaren en la primera edició foren Sportiva Italiana, Deportivo Esperanza, Unión Española, FAMAE, Thomas Bata, Deportivo Español, Naval de Talcahuano i Universidad de Concepción.
Dels vuit equips que van participar en la primera edició, es va passar successivament fins als 16 l'any 1988, retornant a vuit el 1992-1993 i el 1998-2002 i a dotze des del 2003. Dels 43 equips que han participat els diversos anys només dos han estat sempre a la màxima categoria, el Club Deportivo Español de Talca i el Club Deportivo Universidad de Concepción.

## Historial
| - 1979: Thomas Bata - 1980: Sportiva Italiana - 1981: Club Deportivo Español de Talca - 1982: Sportiva Italiana - 1983: Club Deportivo Universidad Católica - 1984: Club Deportivo Universidad Católica - 1985: Club Deportivo Universidad Católica - 1986: Club Deportivo Universidad Católica - 1987: Club Deportes Ancud - 1988: Petrox-Universidad del Bío-Bío - 1989: Club Deportes Ancud - 1990: Club Deportivo Petrox - 1991: Club Deportivo Petrox - 1992: Club Deportivo Petrox |  | - 1993: Universidad de Temuco - 1994: Universidad de Temuco - 1995: Club Deportivo Universidad de Concepción - 1996: Colo-Colo - 1997: Club Deportivo Universidad de Concepción - 1998: Club Deportivo Universidad de Concepción - 1999: Club Provincial Osorno - 2000: Club Provincial Osorno - 2001: Club Deportivo Valdivia - 2002: Club de Deportes Provincial Llanquihue de Puerto Varas - 2003: Club de Deportes Provincial Llanquihue de Puerto Varas - 2004: Club Provincial Osorno - 2005: Club Deportivo Universidad Católica |

Els clubs amb més campionats són la Universidad Católica amb cinc títols, Deportivo Petrox amb quatre i la Universidad de Concepción i Provincial Osorno amb tres.

## Equips participants (temporada 2005)
| - Club Liceo Mixto de Los Andes - Club Deportivo Universidad Católica - Club Deportivo Boston College - Puente Alto Club Deportivo - Club Deportivo Español de Talca - Club Deportivo Universidad de Concepción |  | - Club Universidad Autónoma del Sur - Club Deportivo Valdivia - Club Provincial Osorno - Club de Deportes Provincial Llanquihue de Puerto Varas - Club Deportes Ancud - Club Deportes Castro |